# Civilisation
Civilisation è il quarto album in studio del rapper francese Orelsan, pubblicato il 19 novembre 2021 dalle etichette discografiche 7th Magnitude, 3e Bureau e Wagram Music.

## Tracce
1. Shonen – 2:33 (Aurélien Cotentin, Matthieu Le Carpentier)
2. La quête – 4:04 (Aurélien Cotentin, Matthieu Le Carpentier, Phazz)
3. Du propre – 3:47 (Aurélien Cotentin, Matthieu Le Carpentier)
4. Bébéboa – 3:02 (Aurélien Cotentin, Eddie Purple)
5. Rêve mieux – 3:44 (Aurélien Cotentin, Phazz)
6. Seul avec du monde autour – 3:28 (Aurélien Cotentin, Matthieu Le Carpentier)
7. Manifeste – 7:22 (Aurélien Cotentin, Matthieu Le Carpentier)
8. L'odeur de l'essence – 4:42 (Aurélien Cotentin, Matthieu Le Carpentier, Phazz)
9. Jour meilleur – 3:01 (Aurélien Cotentin, Matthieu Le Carpentier)
10. Baise le monde – 3:45 (Aurélien Cotentin, Matthieu Le Carpentier)
11. Casseurs Flowters Infinity (con Gringe) – 3:08 (Aurélien Cotentin, Matthieu Le Carpentier, Guillaume Tranchant)
12. Dernier verre (con The Neptunes) – 3:23 (Aurélien Cotentin, Matthieu Le Carpentier, Chad Hugo, Pharrell Williams)
13. Ensemble (con Skread) – 4:43 (Aurélien Cotentin, Matthieu Le Carpentier)
14. Athéna – 2:52 (Aurélien Cotentin, Phazz)
15. Civilisation – 4:05 (Aurélien Cotentin, Matthieu Le Carpentier)

Disco bonus nell'edizione Civilisation Edition Ultime
1. CP_001_Intro Civilisation Perdue – 2:41
2. CP_002_Les aventures de MiniSan – 4:46
3. CP_003_Toujours perdu quand même – 3:38
4. CP_004_Juste un dernier – 3:09
5. CP_005_Ok... Super... – 2:22
6. CP_006_Ah la France – 2:31
7. CP_007_Point de rupture – 3:42
8. CP_008_Nous contre le monde – 2:47
9. CP_009_Évidemment (con Angèle) – 3:26
10. CP_010_On a gagné – 4:05

## Classifiche

### Classifiche settimanali
| Classifica (2021) | Posizione massima |
| ----------------- | ----------------- |
| Belgio (Fiandre)  | 11                |
| Belgio (Vallonia) | 1                 |
| Francia           | 1                 |
| Svizzera          | 2                 |

### Classifiche annuali
| Classifica (2021) | Posizione |
| ----------------- | --------- |
| Belgio (Vallonia) | 2         |
| Francia           | 1         |
| Svizzera          | 23        |